# Ecnomina viatica
Ecnomina viatica är en nattsländeart som beskrevs av Arturs Neboiss 1982. Ecnomina viatica ingår i släktet Ecnomina och familjen trattnattsländor. Inga underarter finns listade i Catalogue of Life.